# Just Whitney...
Just Whitney... é o quinto álbum de estúdio da cantora Whitney Houston, lançado em 10 de dezembro de 2002. Foi seu primeiro álbum de estúdio em quatro anos e seu primeiro depois de assinar um novo contrato de 100 milhões de dólares com a Arista Records, em 2001. O álbum estreou em 9º lugar na Billboard 200, e em terceiro na Billboard R&B/Hip-Hop Albums, vendendo 205.147 de cópias na primeira semana. O álbum passou 26 semanas nas paradas e foi certificado com platina pela RIAA, por vendar superiores a um milhão de cópias nos Estados Unidos. Em outros países, o álbum teve um desempenho moderado. Até junho de 2003, o álbum tinha vendido 2 milhões de cópias mundialmente.

## Singles
O primeiro single do álbum, "Whatchulookinat", foi lançado em 17 de setembro de 2002, recebeu muitas críticas negativas e foi um fracasso nos Estados Unidos, talvez pelo seu tom irônico, onde Whitney critica a todos aqueles que falam que seu casamento e sua carreira estavam terminados e sobre sua dependência química. A faixa foi coescrita por Bobby Brown, o que gerou ainda mais críticas.
Em 29 de outubro, a gravadora lançou o segundo single do álbum, "One Of Those Days", que foi mais bem recebido pela crítica e pelo público, alcançando o 72º lugar na Billboard Hot 100 e o 29º lugar na Billboard R&B/Hip-Hop Songs. O videoclipe, dirigido por Kevin Bray, foi filmado entre os dias 18 e 19 de outubro e acompanha Houston e seus amigos, tirando um dia para relaxar e se afastar do estresse.
Em 11 de fevereiro de 2003, como terceiro single, chegou às rádios "Try It On My Own", uma balada que pode ser considerada autobiográfica. A música recebeu elogios da crítica, a maioria deles o nomeou como destaque do álbum. O single, como seus antecessores, fez um sucesso moderado e liderou o ranking da Billboard Hot Dance Club Play.
"Love That Man" foi o quarto e último single do álbum, lançado em 20 de maio de 2003. Tornou-se outro single no topo do ranking da Billboard Hot Dance Club Play. Nenhum videoclipe foi lançado para o single.

## Divulgação
O álbum e os singles tiveram pouca divulgação por parte de Houston, ela performou o single "Whatchulookinat" no MTV Europe Music Awards de 2002. Também se apresentou ao vivo no Good Morning America, no dia 8 de dezembro. Nenhuma turnê foi organizada para apoiar o álbum.

## Faixas
1. "One of Those Days" (Kevin Briggs, O'Kelly Isley, Jr., Rudolph Isley, Ronald Isley, Ernie Isley, Marvin Isley, Chris Jasper, D. Reynolds, P. Stewart) – 4:15
2. "Tell Me No" (Babyface, Kandi Burruss, Holly Lamar, Annie Roboff) – 3:44
3. "Things You Say" (Charlie Bereal, Kenny Bereal, Missy Elliott, Tweet) – 4:10
4. "My Love" (feat. Bobby Brown) (Ted Bishop, Gordon Chambers, Greg Charley) – 3:27
5. "Love That Man" (Babyface, Rob Fusari, Calvin Gaines, Eritza Laues, Bill Lee, Balewa Muhammad) – 3:27
6. "Try It on My Own" (Babyface, Jason Edmonds, Carole Bayer Sager, Aleese Simmons, Nathan Walton) – 4:40
7. "Dear John Letter" (Briggs, Dwight Reynolds, Patrice Stewart) – 4:33
8. "Unashamed" (Darius Good, Luke Paterno, Stephanie Salzman, Troy Taylor) – 3:38
9. "You Light Up My Life" (Joe Brooks) – 3:41
10. "Whatchulookinat (Tammie Harris, Houston, Andre Lewis, Muhammad, Harry Palmer, Christopher Stain, Deborah Harry, Lawrence Parker, Jesse West) – 3:33

### Bônus DVD
1. Whatchunlookinat (Video)
2. Love to Infinity Megamix (Video)
3. Whatchulookinat (Behind the scenes)

### Edição Internacional
1. "Whatchulookinat"
2. "Tell Me No"
3. "One Of Those Days"
4. "Things You Say"
5. "My Love"
6. "Love That Man"
7. "On My Own"
8. "Dear John Letter"
9. "Unashamed"
10. "You Light Up My Life"
11. "Whatchulookinat" (P. Diddy Remix)
12. One Of Those Days (feat. Nelly) (bonus)

## Paradas Musicais
Álbum
| Ano  | Parada                | Posição |
| ---- | --------------------- | ------- |
| 2002 | Billboard 200         | 9       |
| 2002 | Álbuns de R&B/Hip-Hop | -       |

Singles
| Ano  | Single               | Parada            | Posição |
| ---- | -------------------- | ----------------- | ------- |
| 2002 | "Whatchulookinat"    | Billboard Hot 100 | 96      |
| 2002 | "One Of Those Days " | Billboard Hot 100 | 72      |
| 2003 | "Try It On My Own"   | Billboard Hot 100 | 84      |
| 2003 | "Love That Man"      | Billboard Hot 100 | -       |

## Certificações
| País           | Certificador | Certificação | Vendas     |
| -------------- | ------------ | ------------ | ---------- |
| Brasil         | ABPD         | Ouro         | 40,000+    |
| França         | SNEP         | Ouro         | 50,000+    |
| Suíça          | IFPI         | Platina      | 30,000+    |
| Estados Unidos | RIAA         | Platina      | 737,000    |
| Mundialmente   | Mundialmente | Mundialmente | 3,000,000+ |